# Armando Manuel Marques Guedes
Armando Manuel Marques Guedes OSE (Porto, São Nicolau, 7/8 de Dezembro de 1886/9 - Cascais, Estoril, 31 de Agosto de 1958) foi um advogado, professor universitário, jornalista, político e maçon português.

## Biografia
Filho de Nicolau Marques Guedes (Viseu, Silgueiros, 9 de Dezembro de 1852 - ?) e de sua mulher (Porto, São Nicolau, 29 de Outubro de 1882) Maria Soares de Campos (Corunha, Negreira, San Julián, 1859 - ?).
Fez os seus estudos secundários no Porto e formou-se como Bacharel em Direito na Faculdade de Direito da Universidade de Coimbra, onde se destacou num curso notável, do qual faziam parte, entre outros, Paulo Merêa, Amâncio de Alpoim, Luís Maria Lopes da Fonseca, Luís Cabral de Oliveira de Moncada, Alberto de Monsaraz, António Maria de Sousa Sardinha, José Hipólito Vaz Raposo, Américo Chaves de Almeida, Veiga Simões, Virgílio Correia Pinto da Fonseca e Pinto de Mesquita. Ainda Estudante, iniciou a sua actividade política em Coimbra, na geração de António Joaquim Granjo, Amílcar da Silva Ramada Curto, Carlos Amaro de Miranda e Silva, Carlos Olavo, Joaquim de Oliveira, Fernando Baeta Bissaia Barreto Rosa, Campos Lima, Manuel Gregório Pestana Júnior, e outros vultos Republicanos, tendo sido Presidente do Centro Académico Republicano.
Concluída a sua Formatura, abriu banca de Advogado no Porto e ali continuou a sua actividade política. Pertenceu ao Partido Republicano Português e, depois, ao Partido Democrático.
Iniciado na Maçonaria em data desconhecida de 1911 na Loja Progredior, do Porto, com o nome simbólico de Genúcio, pertenceu, depois, à Loja Ísis, também do Porto, ambas afectas ao Grande Oriente Lusitano Unido.
Deputado pelo Círculo Eleitoral do Porto de 1915 a 1917, foi eleito Vereador da Câmara Municipal, de cuja Comissão Administrativa Municipal foi Presidente de 15 de Fevereiro a 25 de Agosto de 1919, e voltou a ser eleito Deputado pelo mesmo Círculo Eleitoral de 1925 a 1926. Nesse ano de 1925, a 20 de Dezembro, foi nomeado último Ministro das Finanças da Primeira República Portuguesa, lugar que ocupou até 28 de Maio de 1926, em cujo cargo exerceu uma obra notável de saneamento.
A 28 de Junho de 1919 foi feito Oficial da Antiga, Nobilíssima e Esclarecida Ordem Militar de Sant'Iago da Espada, do Mérito Científico, Literário e Artístico.
Em 1919, iniciou a sua actividade docente, desempenhando essas funções como Professor no Instituto Superior de Comércio do Porto, já extinto em 1947, e onde se conservou até 1926, acumulando, no período entre 1920 e 1925, essas funções com as de Professor Auxiliar da Faculdade de Engenharia ou Faculdade Técnica do Porto da Universidade do Porto. Desde 1926 que exerceu, com inexcedível brilho e proficiência, o lugar de Professor Catedrático no Instituto Superior de Ciências Económicas e Financeiras da Universidade Técnica de Lisboa.
Como Jornalista, colaborou em diversos periódicos, nomeadamente nos jornais portuenses "A Folha Nova", vespertino do qual foi Redactor político de 1911 a 1912, colaborador e depois Director de "A Montanha", com Ângelo Vaz e Vítor de Macedo Pinto, colaborador efectivo e depois Director de "O Primeiro de Janeiro" durante dez anos, primeiro com Jorge de Abreu, de 11 de Janeiro de 1917 a 10 de Junho de 1932, e depois sozinho, de 11 de Junho de 1932 a 4 de Julho de 1936. Continuou a colaborar assiduamente no mesmo jornal e no "Diário de Notícias", bem como em numerosas revistas e publicações.
Da sua actividade de Conferencista, que o foi dos mais notáveis pelo brilho, clareza e facilidade de exposição, estão publicados os seguintes estudos:
- Ensino profissional e aumento de produtividade, Porto[5]
- O problema das reparações, Porto[5]
- O Porto e o saneamento[5]
- Nacionalismo económico, Lisboa[5]
- Os destinos da Grei, Lisboa[5]
- Algumas ideias sobre moeda e crédito para depois da guerra, Lisboa[5]
- O Ensino Técnico Superior e a Universidade, Lisboa[5]

Deixou publicados numerosos livros e artigos sobre História, Economia, Finanças e Política. Como publicista é, também, vasta e erudita a obra do Prof. Marques Guedes:

a) trabalhos de História:
- A Aliança Inglesa[5]
- O Reinado de D. Carlos, in História de Portugal, chamada "de Barcelos"[5]
- A História considerada como Ciência[5]

b) trabalhos de Direito:
- Direito Internacional Público, 2 Volumes[5]
- A Vida Jurídica do Cidadão Português[5]

c) assuntos económicos e financeiros:
- Estudos de Política Económica Internacional[5]
- Para uma nova Economia[5]
- O Plano Beveridge[5]
- Notas para um Curso de Economia Política, 3 tomos[5]
- e vários opúsculos sobre Demografia Portuguesa, Regime monetário e fiduciário português, Uma experiência económica e financeira[5]

etc

Sobre a sua gerência na pasta das Finanças publicou, em 1926, um volume intitulado:
- Cinco meses no Governo[5]

Em 1946, foi agraciado pelo Rei Jorge VI da Grã-Bretanha e Irlanda do Norte, por serviços prestados à causa da Liberdade.
Foi Sócio Correspondente da Academia das Ciências de Lisboa e colaborador efectivo da Grande Enciclopédia Portuguesa e Brasileira.
Casou com Leonor de Almeida e Silva, filha do pintor José de Almeida e Silva, e foi pai de Armando Manuel de Almeida Marques Guedes e de Manuel Armando de Almeida e Silva Marques Guedes (12 de Março de 1921 - 15 de Março de 1999), casado com Maria Rita Adelaide dos Santos Silva Roque de Pinho (13 de Julho de 1925 - ?), trineta duma Francesa e dum Francês, neta paterna do 1.º Barão de Alto Mearim e 1.º Conde de Alto Mearim, bisneta do 1.º Visconde de Rio Vez, sobrinha-bisneta do 1.º Visconde de Sistelo, trineta do 1.º Barão de Santos, sobrinha-bisneta do 2.º Barão de Santos, de D. Américo Ferreira dos Santos Silva, Bispo do Porto, e do 1.º Barão de Ferreira dos Santos e bisneta do 1.º Barão de Aguiar de Andrada, com geração.[carece de fontes?]
.